# Dagebøl Sogn
Dagebøl Sogn (på tysk Kirchspiel Dagebüll) er et sogn i det nordvestlige Sydslesvig, tidligere i Bøking Herred (Tønder Amt), nu Dagebøl Kommune i Nordfrislands Kreds i delstaten Slesvig-Holsten. Sognet består hovedsagelig af den oktrojerede kog Dagebøl.
I Dagebøl Sogn findes flg. stednavne:
- Dagebøl Kog
- Juliane-Marie Kog (kun enkelte steder)
- Klægsøkog (kun enkelte steder)
- Mariekog (kun enkelte steder)